# Абитанти
Абитанти (словен. Abitanti) — поселення в общині Копер, Регіон Обално-крашка, Словенія. Висота над рівнем моря: 417,5 м.